# Nemesis Divina
Nemesis Divina (latin for "guddommelig nemesis") er det tredje album af det norske black metal-band Satyricon. Albummet indeholder fanfavoritten "Mother North", som der blev indspillet en video til.

## Trivia
Nogle sekunder af videoen blev vist i den amerikanske film Spun.

## Spor
1. "The Dawn Of A New Age" – 7:28
2. "Forhekset" – 4:32
3. "Mother North" – 6:26
4. "Du Som Hater Gud" – 4:21
5. "Immortality Passion" – 8:23
6. "Nemesis Divina" – 6:55
7. "Transcendental Requiem Of Slaves" – 4:44